# Hugh Gordon Malcolm
Hugh Gordon Malcolm (ur. 2 maja 1917, zm. 4 grudnia 1942) – szkocki lotnik Royal Air Force, odznaczony pośmiertnie Krzyżem Wiktorii w II wojnie światowej. 
John Harry McNeaney urodził się na przedmieściach Dundee, Broughty Ferry. 9 stycznia 1936 roku rozpoczął studia w Royal Air Force College Cranwell. W 1941 roku awansował na stopień majora Squadron Leader. 
W okresie służby w Afryce Północnej dowodził dywizjonem bombowym No. 18 Squadron RAF. W czasie walk w Tunezji 17 listopada 1942 roku dowodzony przez niego dywizjon na wezwanie Pierwszej Armii zaatakował bez osłony myśliwców silnie bronione lotnisko w Bizerta. W czasie akcji żołnierze jednostki zestrzelili dwa samoloty wroga oraz zniszczyli większą ich liczbę na lotnisku. 
Hugh Gordon Malcolm zginął 4 grudnia 1942 w czasie ataku 18 Squadron RAF na lotnisko Chougui w Tunezji.  W czasie akcji jednostka została zaatakowana przez przeważające siły niemieckie, nie przerywając ataku straciła parę samolotów i załóg. Zginął też podpułkownik Hugh Gordon Malcolm. Został pochowany na cmentarzu wojennym w Badża BEJA WAR CEMETERY. Pośmiertnie został odznaczony najwyższym brytyjskim odznaczeniem wojskowym Krzyżem Wiktorii.